# Intersexualidad en Canadá

Prohibición legal de las intervenciones médicas
Reglamento por el cual se suspenden las intervenciones médicas sin consentimiento

En Canadá, las personas intersexuales no tienen reconocidos sus derechos a la integridad física ni a la autonomía corporal, ni protección específica contra la discriminación por características sexuales. Defensores académicos como Janik Bastien-Charlebois y Morgan Holmes, y organizaciones como Egale Canada y el Colegio de Abogados de Canadá han solicitado una reforma.

## Integridad física y autonomía corporal
La definición de agresión con agravantes del artículo 268 del Código Penal contiene una exención que permite explícitamente las intervenciones quirúrgicas para modificar las características de las personas y hacerlas parecer más típicas:

Escisión

(3) Para mayor certeza, en este artículo, "heridas" o "mutilaciones" incluye la extirpación, infibulación o mutilación, total o parcial, de los labios mayores, menores o el clítoris de una persona, excepto cuando:
(a) una persona debidamente cualificada por la ley provincial para ejercer la medicina realice un procedimiento quirúrgico para el beneficio de la salud física de la persona o para que esta tenga funciones reproductivas normales o una apariencia o función sexual normal; o

(b) la persona tenga al menos dieciocho años de edad y no se produzcan daños corporales.

Con motivo del Día de la Visibilidad Intersexual en octubre de 2018, Egale Canada publicó una declaración en la que instaba al gobierno canadiense a proteger los derechos de las personas intersexuales, cumpliendo con las obligaciones contraídas en virtud de los órganos de tratados en virtud del derecho internacional, y la acompañaba de una presentación ante el Comité de las Naciones Unidas contra la Tortura. La declaración hacía referencia al Código Penal [art. 268(3)], que establece que permite a los padres y a los profesionales médicos realizar cirugías estéticas sin consentimiento en bebés intersexuales. Egale instó al gobierno canadiense a:
- Investigar los casos de mutilación genital intersexual y otras malas prácticas médicas relacionadas con cirugías estéticas sin consentimiento en niños intersexuales;
- Seguir las mejores prácticas en materia de consentimiento libre e informado, de conformidad con sus obligaciones con los órganos de tratados;
- Introducir las modificaciones necesarias en el código penal y adoptar disposiciones legales para reparar e indemnizar a las víctimas.[3]

En mayo de 2019, el Colegio de Abogados de Canadá instó al gobierno a modificar el Código Penal para «posponer las cirugías de normalización genital en niños hasta que estos puedan participar de forma significativa en la decisión, excepto cuando exista un riesgo inmediato para su salud y el tratamiento médico no pueda retrasarse».
El 15 de junio de 2021, Egale Canada presentó una solicitud ante el Tribunal Superior de Justicia de Ontario impugnando la constitucionalidad del artículo 268(3)(a) del Código Penal.

## Documentos de identidad
Todas las personas (intersexuales o no) de género no binario pueden obtener pasaportes canadienses con una descripción de sexo "X".

## Matrimonio
Desde la aprobación de la Ley de Matrimonio Civil en 2005, el matrimonio se define como «la unión legal de dos personas con exclusión de todas las demás».

## Defensa de derechos
Entre los defensores destacados de los derechos de las personas intersexuales en Canadá se encuentran Janik Bastien-Charlebois y Morgan Holmes.